# امعسق (حبيل جبر)

تعديل مصدري - تعديل

امعسق هي إحدى قرى عزلة حبيل جبر بمديرية حبيل جبر التابعة لمحافظة لحج، بلغ تعداد سكانها 3 نسمة حسب تعداد اليمن لعام 2004.